# Braun Éva (kommunista aktivista)
Braun Éva (Budapest, 1917. október 10. – Budapest, 1945. január 26.) magyar antifasiszta, kommunista aktivista. Braun Róbert szociológus (1879–1937) leánya. Az 1990 előtti Magyarország több hajdani úttörőcsapatának névadója.

## Élete
A második világháború előtt a szakszervezeti mozgalomban dolgozott. A Magántisztviselők Országos Szövetségének és az MSZDP X. kerületi ifjúsági csoportjának, majd 1939-től a párt ifjúsági tagozatának, az OIB-nek is tagja lett. 1940-ben belépett az illegális  kommunista pártba. Röpcédulákat terjesztett, agitált a háború ellen. 1944 végétől Budapesten fegyverrel is küzdött a nyilasok és nácik ellen.
1945. január 1-jén, 27 éves korában a nyilasok elfogták, és heteken át tartó kínvallatás után január 26-án a Vár télikertjében, több társával – Absolon Saroltával, Dálnoki Nagy Ferenccel, Rónai Ferenccel és másokkal – együtt kivégezték.